# Smilax canariensis
Smilax canariensis là một loài thực vật có hoa trong họ Smilacaceae. Loài này được Willd. miêu tả khoa học đầu tiên năm 1806.